# Азанде (плоскогорье)
Аза́нде (Azande), Ба́нда, — плоскогорье в Центральной Африке, на территории Центральноафриканской Республики, Демократической Республики Конго и Южного Судана, незначительная часть северного склона — на современной территории Судана. Водораздел между бассейнами реки Конго, озера Чад и реки Нил. Высота 600—900 м (наибольшая — 1388 м).